# Gottlieb Gabriel Weickhmann
Gottlieb Gabriel Weickhmann (* 21. April 1708 in Danzig, Polnisch-Preußen; † 12. August 1776 ebenda) war Bürgermeister von Danzig.

## Leben
Der Vater Joachim Weickhmann war Senior des geistlichen Ministeriums (erster Pfarrer) in Danzig, die Mutter Anna Elisabeth eine Tochter des Magdeburger Landsyndikus Johann August Böckmann. Der Bruder Joachim Samuel wurde Propst und Universitätsrektor in Wittenberg.
Gottlieb Gabriel Weickhmann besuchte das Akademische Gymnasium in Danzig seit 1727 und studierte Jura, Theologie und Geschichte in Wittenberg seit 1729.
1733 wurde er Stadtschreiber (Kanzleivorsteher) in Danzig. 1754 wurde er Schöppe und 1756 Ratsherr. Seit 1757 war Gottlieb Gabriel Weickhmann Mitglied von Delegationen der Stadt in mehreren Ländern während des Siebenjährigen Krieges (1756–1763). 1759 wurde er Mitglied im dreiköpfigen Kriegsrat der Stadt.
Seit 1762 war Weickhmann einer der vier Bürgermeister in Danzig, was er bis zu seinem Tod blieb. 1763 wurde er erstmals erster Bürgermeister (Präsident), danach noch drei Male. Ab 1765 war er außerdem dreimal königlicher Burggraf in der Stadt.
Gottlieb Gabriel Weickhmann war ein gebildeter Mann, der mehrere Sprachen beherrschte. Er war zweimal verheiratet und hatte mehrere Kinder.